# AeroDreams Chi-7
AeroDreams Chi-7 — аргентинський легкий багатоцільовий вертоліт. Може використовуватись у пілотованому та безпілотному варіантах. Розроблений і збудований компанією AeroDreams на базі пілотованого двомісного вертольота Heli-Sport CH-7, що сконструйований у свою чергу, на базі Cicaré CH-6. Може здійснювати польоти на малій висоті та з морських судів.
Виконує разноманітні задачі, у залежності від яких встановленного обладнання:
- електрооптична система
- інфрачервона система (IR)
- система FLIR
- система SAR
- система LIDAR

Надійність БПЛА Chi-7 підтверджується більш ніж 250000 годинами нальоту такого типу вертольотів. Всього компанією було виготовлено понад 500 вертольотів, частина котрих були поставлені на експорт.

## ЛТХ
- Діаметр несучого гвинта — 6[2] м
- Діаметр рульового гвинта — 1,1 м
- Довжина фюзеляжу — 7,15 м
- Тип двигуна — 1 ПД Rotax 912
- Потужність — 1 × 100 к.с.
- Максимальна злітна маса — 450 кг
- Маса пустого — 220 кг
- Маса корисного навантаження — 230 кг
- Максимальна швидкість підйому — 8 м/с
- Максимальна швидкість — 190 км/год
- Крейсерска швидкість — 130 км/год
- Тривалість польоту — 8-10 годин
- Практична стеля — 4 500 м